# کارکس گلوبالاریس
کارکس گلوبالاریس (نام علمی: Carex globularis) نام یک گونه از سرده جگن است.